# US Biskra
Der Union Sportive de Biskra (arabisch الإتحاد الرياضي لبسكرة, DMG al-Ittiḥād ar-riyāḍī li-Biskira) auch bekannt als US Biskra oder nur USB, ist ein 1934 gegründeter algerischer Fußballverein aus Biskra. Aktuell spielt der Verein in der ersten Liga, der Ligue Professionnelle 1.

## Erfolge
- Algerischer Zweitligameister: 2004/05  ▲

## Stadion
Der Verein trägt seine Heimspiele im Stade du 18-Février (arabisch ملعب 18 فبراير) in Biskra aus. Das Stadion hat ein Fassungsvermögen von 30.000 Personen.

## Trainerchronik
| Trainer                | Nation           | von                | bis                |
| ---------------------- | ---------------- | ------------------ | ------------------ |
| Abdelkrim Khalfa       | Algerien         | 1. Juli 2003       | 1. Februar 2004    |
| Achour Nedjar          | Algerien         | 2. Januar 2005     | 21. März 2005      |
| Rachid Cherradi        | Algerien         | 1. Juli 2005       | 18. September 2005 |
| Nacer Hilab            | Algerien         | 19. September 2005 | 29. Oktober 2005   |
| Mahmoud Guendouz       | Algerien         | 7. November 2005   | 21. Dezember 2005  |
| Sid-Ahmed Slimani      | Algerien         | 1. Januar 2006     | 7. März 2006       |
| Noureddine Boughezoula | Algerien         | 7. März 2006       | 16. Mai 2006       |
| Yahia Souici           | Algerien         | 16. Mai 2006       | 30. Juni 2006      |
| Mustapha Sbaâ          | Algerien         | 9. August 2009     | 30. November 2009  |
| Mustapha Sbaâ          | Algerien         | 13. Dezember 2010  | 17. März 2011      |
| Abdelkrim Khalfa       | Algerien         | 14. Oktober 2011   | 13. Dezember 2011  |
| El Hadi Khezzar        | Algerien         | 1. Dezember 2015   | 30. Juni 2016      |
| Chérif Hadjar          | Algerien         | 1. Juli 2016       | 15. Oktober 2016   |
| Mounir Zeghdoud        | Algerien         | 25. Oktober 2016   | 26. März 2017      |
| Nadhir Leknaoui        | Algerien         | 29. März 2017      | 30. Juni 2017      |
| Omar Belatoui          | Algerien         | 1. Juli 2017       | 21. Oktober 2017   |
| Mehdi Boukazoula       | Algerien         | 25. Oktober 2017   | 5. November 2017   |
| Nadhir Leknaoui        | Algerien         | 13. November 2017  | 24. März 2018      |
| El Hadi Khezzar        | Algerien         | 23. März 2018      | 30. Juni 2018      |
| Nadhir Leknaoui        | Algerien         | 1. Juli 2018       | 8. Mai 2019        |
| Nadhir Leknaoui        | Algerien         | 8. Juli 2019       | 26. Dezember 2019  |
| Azzedine Kihal         | Algerien         | 27. Dezember 2019  | 25. Januar 2020    |
| Nadhir Leknaoui        | Algerien         | 26. Januar 2020    | 30. Juni 2020      |
| Moez Bououkaz          | Tunesien Schweiz | 1. Oktober 2020    | 13. Januar 2021    |
| Samir Houhou           | Algerien         | 13. Januar 2021    | 31. Januar 2021    |
| Azzedine Aït Djoudi    | Algerien         | 1. Februar 2021    | 30. August 2021    |
| Youcef Bouzidi         | Algerien         | 15. September 2021 | 30. Juni 2022      |
| Chérif Hadjar          | Algerien         | 14. Juli 2022      | 8. Oktober 2022    |
| Youcef Bouzidi         | Algerien         | 7. Oktober 2022    | heute              |